# Tilney St Lawrence
 (juillet 2023).
Tilney St Lawrence est une paroisse civile et un village du Norfolk, en Angleterre.